# جيرو (مقام لنجة)
جیرو (بالفارسية: بندرچيروئيه) هي قرية تقع في إيران في بلدة شيبكوه. يقدر عدد سكانها بـ 584 نسمة .